# Jミルク
一般社団法人Jミルク（ジェイミルク）は、生乳生産者、乳業者及び牛乳販売業者の業界団体。旧法人名称は、日本酪農乳業協会。

## 協会概要
- 事務局 - 東京都千代田区神田駿河台二丁目1番地20　お茶の水ユニオンビル5階
- 設立 - 1980年
- 活動内容 - 生乳・牛乳・乳製品の消費拡大を図るための普及活動、生乳等の生産・流通・取引の合理化を図るための情報収集他。また、本協会が毎年6月1日を「牛乳の日」と制定した。

## 会員
- 一般社団法人中央酪農会議
- 全国農業協同組合連合会
- 全国酪農業協同組合連合会
- 一般社団法人日本乳業協会
- 全国農協乳業協会
- 全国乳業協同組合連合会
- 一般社団法人全国牛乳流通改善協会
- ホクレン農業協同組合連合会
- 東北生乳販売農業協同組合連合会
- 関東生乳販売農業協同組合連合会
- 北陸酪農業協同組合連合会
- 東海酪農業協同組合連合会

- 中国生乳販売農業協同組合連合会
- 四国生乳販売農業協同組合連合会
- 九州生乳販売農業協同組合連合会
- 一般社団法人北海道乳業協会
- 東北乳業協議会
- 関東甲信越ブロック乳業協議会
- 東海北陸ブロック乳業者団体協議会
- 近畿ブロック乳業協議会
- 中国ブロック協議会
- 四国地区乳業協会
- 九州牛乳協会

他、各都道府県牛乳普及協会など一般賛助会員42団体、酪農関係企業など特定賛助会員55団体